# Никифор Христосков
Никифор Спиров Христосков е български есперантист.

## Биография
Никифор Христосков е роден в 1888 година в Буново, Пирдопско. През 1909 година заминава да учи в Букурещ, където става секретар на Габриел Робин и румънското есперантско дружество. Христосков сътрудничи на румънското списание за есперантисти Lingvo Internacia и др. Освен това е редактор на вестник „Дунав“ до спирането му.
При избухването на Балканската война се завръща в България и се включва като доброволец в Македоно-одринското опълчение, в 3-та рота на 3-та солунска дружина. Награден е с орден „За храброст“ ІV степен.
През Първата световна война е младши подофицер в 1-ва рота на Пети пехотен македонски полк. Загива на 29 ноември 1915 година в Богданци.